# تومويوكي تاناكا
تومويوكي تاناكا (باليابانية: 田中友幸؛ بالكانا: たなか ともゆき) هو منتج أفلام وكاتب سيناريو ومخرج ياباني، ولد في 26 أبريل 1910 في كاشيوارا في اليابان، وتوفي في 2 أبريل 1997 في طوكيو (اليابان) في اليابان بسبب سكتة.

## وصلات خارجية
- تومويوكي تاناكا على موقع IMDb (الإنجليزية)
- تومويوكي تاناكا على موقع الموسوعة البريطانية (الإنجليزية)
- تومويوكي تاناكا على موقع ألو سيني (الفرنسية)
- تومويوكي تاناكا على موقع أول موفي (الإنجليزية)
- تومويوكي تاناكا على موقع قاعدة بيانات الأفلام السويدية (السويدية)
- تومويوكي تاناكا على موقع قاعدة بيانات الفيلم (الإنجليزية)
- تومويوكي تاناكا على موقع كينوبويسك (الروسية)